# Jüdischer Friedhof (Dolní Cetno)
Koordinaten: 50° 24′ 27,4″ N, 14° 48′ 16″ O

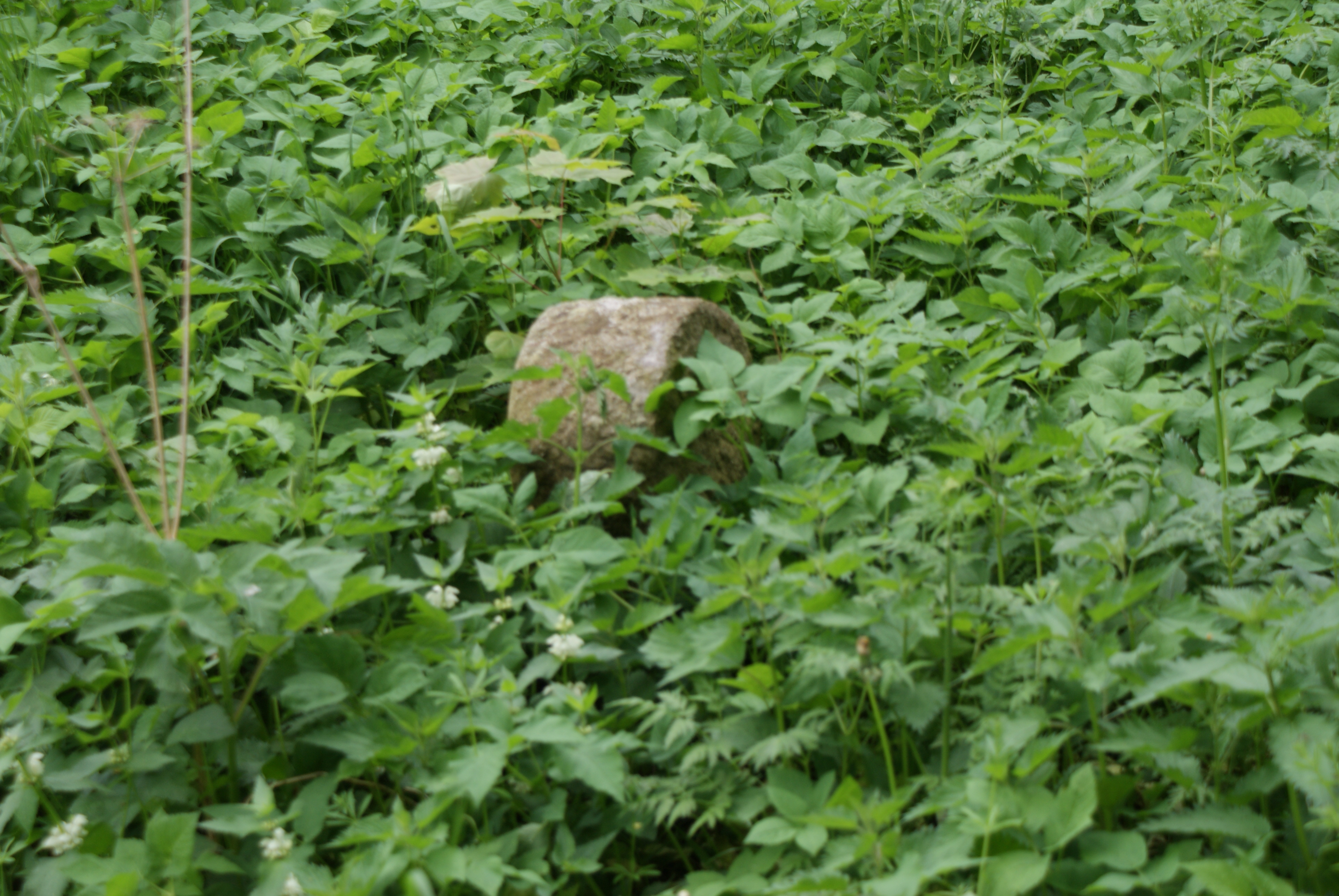
Beinahe zugewachsener Grabstein auf dem jüdischen Friedhof in Dolní Cetno

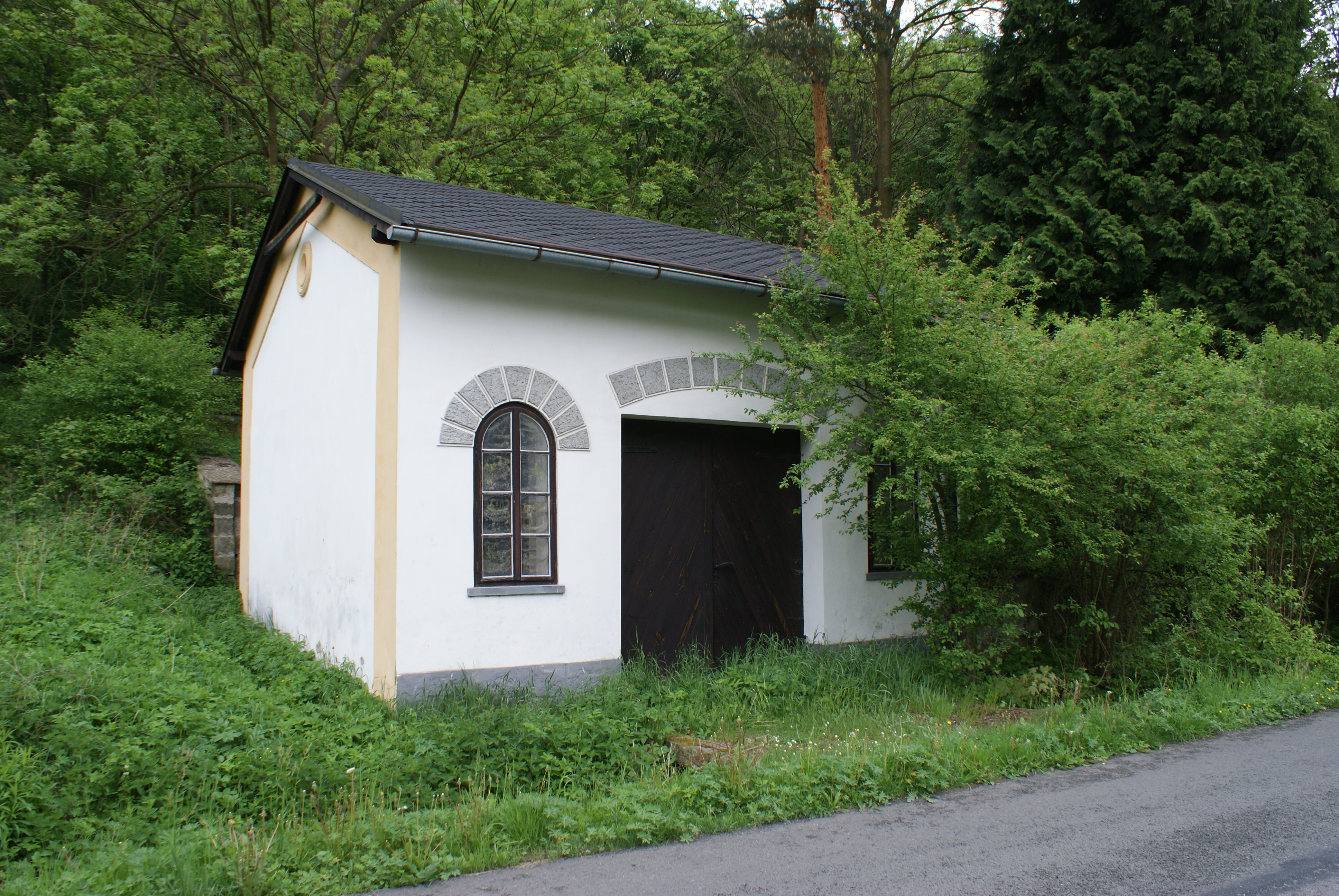
Taharahaus

Der Jüdische Friedhof in Dolní Cetno (deutsch Unter-Zetno), einer tschechischen Gemeinde im Okres Mladá Boleslav, wurde 1868/69 angelegt. Der jüdische Friedhof liegt nördlich des Ortes an der Landstraße 272. 
Auf dem 420 Quadratmeter großen Friedhof sind heute nur noch wenige Grabsteine erhalten.